# Cetraro
Cetraro község (comune) Olaszország Calabria régiójában, Cosenza megyében.

## Fekvése
A megye nyugati részén fekszik, a Tirrén-tenger partján. Határai: Acquappesa, Bonifati, Fagnano Castello, Guardia Piemontese, Malvito és Sant’Agata di Esaro.

## Története
Valószínűleg az ókori Cyterium helyén épült ki, amely a bruttiusok első tengerparti városa volt. Első írásos említése a 11. század második feléből származik, amikor a normann Robert Guiscard birtoka volt. A 19. század elején vált önálló községgé, amikor a Nápolyi Királyságban felszámolták a feudalizmust.

## Népessége
A népesség számának alakulása:

## Főbb látnivalói
- Palazzo Giordanelli
- Palazzo del Vicario
- Palazzo Del Trono
- Palazzo De Caro
- Madonna della Neve-szentély
- Porto Salvo-templom
- Madonna dell'Assunta-templom
- San Zaccaria-templom
- San Pietro Apostolo-templom
- San Nicola di Bari-templom
- San Marco Evangelista-templom
- San Giuseppe-templom
- San Francesco di Paola-templom
- San Benedetto-templom

## Híres szülőtte
- Riccardo Pizzuti színész